# Eugenia Crușevan
Eugenia Crușevan (n. 1889, Fălești, Basarabia – d. 11 martie 1976, Timișoara, România) a fost prima femeie-avocat din Basarabia.

## Date biografice
Eugenia Crușevan s-a născut în 1889 la Fălești, în Basarabia, ca fiica lui Epaminond Crușevan. Studiile liceale și le-a făcut la Chișinău, iar cele universitare la facultatea de drept a Universității din Moscova, pe care a absolvit-o în anul 1918.
Începe cariera de avocat cu înscrierea în baroul avocaților din Chișinău. Jurisconsult la Consiliul Eparhial al Arhiepiscopiei Chișinăului și Hotinului. Secretar al societății Femeile Române. În anul 1944 s-a evacuat spre România, stabilindu-se la Buzău și salvând arhiva instituției la care activa. La începutul anilor 50 se mută la Timișoara. A practicat avocatura până la pensionare. La 11 martie 1976 se stinge din viață, fiind înmormântată la cimitirul timișorean.

## Menționări
Publicația Cuvântul dreptății (nr.  din 1919) descrie astfel ziua numirii ei drept avocat: „La 17 octombrie 1919 în ședința secțiunilor unite al Curții de apel din Chișinău a avut loc, cu deosebită solemnitate, ceremonia prestării jurământului ca avocat de către domnișoara Eugenia Crușevan, licențiată în drept la Universitatea din Moscova, pe care Consiliul corpului avocaților a înscris-o cu unanimitate de voturi în Baroul avocaților basarabeni. Domnișoara Crușevan este prima femee - avocat din Basarabia”.
La Chișinău a locuit pe str. Mărăști 2, actuala stradela Teatrului. Strada „avocat Eugenia Crușevan” din Chișinău îi poartă numele.

## Vezi si
- First women lawyers around the world